# Katie Lohmann
Katie Lohmann (ur. 29 stycznia 1980 w Scottsdale w stanie Arizona) – amerykańska modelka i aktorka. W kwietniu 2001 roku została Playmate miesiąca w amerykańskiej edycji magazynu „Playboy”.
W wieku 19 lat rozpoczęła naukę w szkole masażu. Jej pierwszy występ w „Playboyu” miał miejsce w sesji zdjęciowej Playmate 2000, opublikowanej w wydaniu z grudnia 1999 roku.
W listopadzie 2006 roku Lohmann była częścią trio Playmates (wraz z Tiną Marie Jordan i Karen McDougal), które pojawiły się w sesji zdjęciowej Celebrity Playmate Gift Guide magazynu „Splat” dla miłośników paintballa. Sesja zdjęciowa prezentowała nowy sprzęt do paintballa na sezon świąteczny 2006.
Pojawiła się też kilka razy jako Hardbody of the Month w magazynie „Iron Man”, w tym w sesji zdjęciowej razem z Karen McDougal w wydaniu z listopada 2009 roku.
Od 2001 roku występuje głównie w rolach epizodycznych w amerykańskich komediach. Grywała także w filmach erotycznych z gatunku softcore.
Jest scjentologiem. Ma pochodzenie niemieckie oraz irlandzkie. Ma 1,63 m wzrostu.

## Wybrana filmografia
- 2012 – The Deceit
- 2010 – Dahmer vs. Gacy
- 2007 – Strike
- 2006 – Room 6
- 2003 – Dorm Daze
- 2003 – The Mummy's Kiss
- 2002 – Gorąca laska
- 2001 – Kocurek